# Natalie Dessay
Natalie Dessay (Nathalie Dessaix) (Lyon, 19 de abril de 1965) es una soprano francesa. 
Como soprano ligera, la más famosa cantante de ópera emergida de Francia desde Régine Crespin y sucesora de sopranos gálicas lírico-ligeras como Mado Robin y Mady Mesplé.
Famosa por su compromiso escénico y su talento actoral, en la primera parte de su carrera se ha cimentado en roles de soprano ligera, gracias a la facilidad en el registro sobreagudo (que alcanza el la bemol 6) pero enseguida ha extendido su repertorio a roles más dramáticos. Anunció su retirada en octubre de 2013
Su verdadero nombre es Nathalie Dessaix. Quitó la h de su nombre en honor a Natalie Wood cuando era estudiante, más tarde cambió su apellido para simplificarlo.

## Sus comienzos
En su juventud, deseaba ser bailarina de ballet, luego, actriz. Descubrió su talento como cantante cuando tomaba clases de actuación. Por tanto, decidió dedicarse al canto y se enfocó en la música. Fue animada a trabajar su voz en el Conservatorio Nacional Regional de Burdeos, y obtuvo experiencia como coreuta en Toulouse.
En el concurso "Las Nuevas Voces", de France Télécom, ganó el primer premio, seguido por un año de estudio en la Escuela de Arte Lírico de la Ópera de París, donde cantó Elisa en Il re pastore de Mozart. También participa en la Competencia Internacional Mozart en la Ópera Estatal de Viena, ganando el primer premio. 
Fue rápidamente presentándose en diversos teatros, y a continuación, cantando Blondchen (de El rapto en el Serrallo), Madame Herz (de Der Schauspieldirektor), Zerbinetta (de Ariadne auf Naxos) y Zaide, en la Ópera Nacional de Lyon y en la Ópera de la Bastilla, así como Adele (de El murciélago) en Ginebra.
Admitirá en numerosas ocasiones que habiendo comenzado relativamente tarde su carrera lírica, no va a poder jamás abordar roles más complejos de solfeo, y que deberá renunciar a proposiciones interesantes por falta de tiempo para aprender partes difíciles. Compensa por demás sus límites de tipo musical con la importancia primordial que le da al teatro, con relación a colegas de formación más clásica.

## Carrera
Su primer rol como solista fue Barbarina de Las bodas de Fígaro en Marsella, en mayo de 1989.
En abril y mayo de 1992 en la Ópera de la Bastilla interpretó el rol de Olympia de Los cuentos de Hoffmann con José van Dam. La producción de Roman Polanski no fue bien recibida, pero fue el primer paso en el camino al estrellato para Natalie Dessay. De todas maneras, pronto participó en otra presentación de la obra, pasando alrededor de 10 años cuando volvió a la Ópera de la Bastilla con ese mismo rol.
Poco después, en 1993, se une a la Ópera Estatal de Viena por un año. En diciembre de 1993, reemplaza a Cheryl Studer en uno de los tres roles protagónicos femeninos de Hoffmann. Su Olympia recibe la aclamación del público vienés y alabanzas de Plácido Domingo.
En octubre de 1994 hace su debut en el Metropolitan Opera de Nueva York, interpretando el rol de Fiakermilli de Arabella de Richard Strauss, regresando en septiembre de 1997 como Zerbinetta y en febrero de 1998 como Olympia.
En la ópera-cómica, interpreta su primer Lakmé, en febrero de 1995. En esta época rehúsa abordar roles un poco más dramáticos (que requieren potencia en el grave o el medio). Rehúsa también a cantar opereta, que detesta. La puesta en escena de Laurent Pelly de Orfeo en los infiernos le convendrá por lo tanto.
El Staatsoper le ofrece dos óperas: Die schweigsame Frau de Strauss y Lulú, una ópera inconclusa de Alban Berg. Dessay declina la segunda, argumentando que era difícil para ella, y reconoce que la primera fue dura para aprender.
En el festival de Aix-en-Provence Natalie Dessay realiza su primera interpretación de la Reina de la Noche de La flauta mágica. Aun cuando estaba renuente a asumir este rol, diciendo que no quería interpretar personajes malvados, el director Robert Carsen la convence de que esta reina podía ser diferente, casi hermana de Pamina. Acepta hacer este papel, asegurando que será única serie de interpretaciones que hará. No obstante, volverá a interpretarlo durante varios años.
Blondchen de El rapto en el serrallo y Zerbinetta de Ariadne auf Naxos se convirtieron en sus roles más conocidos y más interpretados. También se destacan en su repertorio: Eurídice (de Orfeo en los infiernos), Ophélie (de Hamlet) y Amina de (La sonnambula).
Durante la temporada 2000/2001 en Viena comienza a experimentar dificultades vocales y debe ser reemplazada en la mayoría de las presentaciones de La sonnambula. Por consiguiente, se ve forzada a cancelar las numerosas presentaciones que tenía programadas. Se retiró de los escenarios y experimentó cirugía en una de sus cuerdas vocales en julio de 2002. En febrero de 2003 reanuda las presentaciones en vivo en un concierto en París. Luego, debe volver a cancelar sus compromisos y se somete a una nueva cirugía. Finalmente retoma su actividad a mediados de 2005.
Natalie Dessay, luego de este período, replantea su carrera y decide hacer un cambio de rumbo en su repertorio, que estaba enfocado en sus notas más altas, y se vuelca a un repertorio más lírico, que considera roles más interesante, como: Lucia di Lammermoor, Julieta (de Romeo y Julieta), Mélisande (de Pelléas y Mélisande), Manon y Pamina (de La flauta mágica).
La temporada 2006/07 incluyó Lucia di Lammermoor y La sonnambula en París. La hija del regimiento en Londres y Viena, y Manon en Barcelona.
Abrió la temporada 2007/08 interpretando Lucía de Lammermoor en el Met y repitiendo la hija del regimiento y una polémica producción de La sonnambula con Juan Diego Flórez.
En el verano de 2009 cantó por vez primera Violetta Valéry de La Traviata de Verdi en la Santa Fe Opera.
En otros medios, dio voz a la cantante de ópera Anna Sörensen en la película Feliz Navidad, en 2005.
En 2007 apareció una recopilación de su quehacer escénico titulada "El milagro de una voz".
Su nota más alta en voz de pecho es un la bemol de la sexta octava de un teclado de piano (lab6), y pertenece a las sopranos canarios por su facilidad en el registro agudo.

## Vida privada
Está casada con el barítono Laurent Naouri con quien tiene dos hijos. 
Para casarse con Naouri se convirtió al judaísmo. 
La familia vive en la Varenne-Saint-Hilaire (Val-de-Marne).

## Discografía
CD
Óperas completas:
- Monteverdi: L'Orfeo
- Bellini: La sonámbula
- Haendel: Alcina
- Mozart: Mitridate
- Mozart: La flauta mágica
- Donizetti: Lucía de Lammermoor (en francés)
- Delibes: Lakmé
- Offenbach: Orfeo en los infiernos
- Offenbach: Los cuentos de Hoffmann
- Strauss: Ariadna en Naxos

Recitales
- Arias de opéras francesas (Thomas, Massenet, Rossini, Donizetti, Offenbach, Gounod, Boieldieu)
- Arias de opéras francesas (Delibes, Offenbach, Ravel)
- Mozart: Arias de concierto
- Vocalises (Rajmáninov, Alabiev, Saint-Saëns, Delibes, Ravel, Granados, Proch, Dell'acqua, Glière, J. Strauss II)
- Arias de Óperas Italianas (Bellini, Donizetti, Verdi)
- Richard Strauss: Amor 4 Brentano-Lieder - escenas y arias de Arabella, Ariadne auf Naxos, Der Rosenkavalier
- Mozart: Heroínas - Arias de opéras

Otras
- Bach: Magnificat - Haendel: Dixit Dominus
- Bach: Cantatas
- Haendel: Il trionfo del Tempo e del Disinganno
- Natalie Dessay - El milagro de una voz (Delibes, Offenbach, Massenet, Gounod, Donizetti, Mozart, Haendel, R. Strauss, J. Strauss, Bernstein)
- Saint-Saëns: le Déluge
- The EMI Centennial Gala at Glyndebourne: aria de Candide
- Wagner: escenas de the Ring (con Placido Domingo)
- Rolando Villazon – Arias de Gounod y Massenet
- La note bleue (dúo de jazz con Claude Nougaro)
- Haendel: Dúos arcadianos
- Haendel: Delirio  Cantatas italianas
- Joyeux Noël: Banda original del filme
- Le temps retrouvé: Banda de sonido
- Debussy: La boîte à joujoux
- Mozart: Misa en Do menor
- Pavarotti Plus
- Les grands classiques de Jacques Martin
- Ravel: mélodies (no lanzado)
- Orff: Carmina Burana
- Between Yesterday and Tomorrow, compuesto por Michel Legrand. Sony Classical, 2017

DVD
- Massenet: Manon
- Natalie Dessay - El milagro de una voz (J. Strauss, R. Strauss, Offenbach, Donizetti, Mozart, Bernstein, Offenbach)
- Stravinsky: The Nightingale - Filme de Christian Chaudet
- Thomas: Hamlet
- Donizetti: escena de la locura de Lucia grabado en el Met – bonus DVD con el CD "Heroines")
- Handel: Delirio (making of) – bonus DVD con el CD
- Offenbach: Des contes d’Hoffmann
- L’art du chant: les sopranos
- Offenbach: Orphée aux Enfers
- Strauss: Arabella